# Temelucha lucidator
Temelucha lucidator là một loài tò vò trong họ Ichneumonidae.